# Naționalism bosniac
Naționalismul bosniac (în bosniacă bošnjački nacionalizam), cunoscut și ca bosnianism (în bosniacă bošnjaštvo) este o ideologie naționalistă centrată în jurul poporului bosniac, promovând unitatea culturală a acestora. Naționalismul bosniac îi are în centru doar pe bosniaci, și nu celelalte națiuni constituente din cadrul statului Bosnia și Herțegovina.